# L'ultimo Halloween
L'ultimo Halloween (Headless Halloween) è il settantaduesimo libro della collana Piccoli brividi di R. L. Stine.

## Trama
Brandon Plush è un ragazzo di dodici anni, il cui passatempo preferito è spaventare o commettere atti di bullismo nei confronti di ragazzi più piccoli, tra cui sua sorella Maya di sette anni e il cugino undicenne Vinnie. Un giorno a scuola, facendo finta di inciampare, rovescia addosso a Vinnie dell'acqua e lo spaventa dicendogli che si tratta di acido. Viene però scoperto e rimproverato dal professor Benson, chiamato "la Montagna" per la sua statura. Così Brandon, tramando vendetta, contatta il suo amico Cal per andare a casa del suo professore il giorno di Halloween e metterla a soqquadro. Il giorno premeditato, poco prima di uscire, Brandon viene fermato dalla madre che lo costringe ad accompagnare Maya, le sue amichette e Vinnie a girovagare per il quartiere per il classico "dolcetto o scherzetto". Brandon e Cal, però, si sbarazzano dei ragazzini e procedono verso la casa del professore. Mentre sono all'opera, i cani da guardia del professor Benson rompono le catene e si introducono in casa, ringhiando e cercando di acciuffare i due amici. Brandon riesce a scappare da una finestra, mentre Cal rimane incastrato. Inseguito da uno dei cani, Brandon si trova poi costretto a saltare il "Crepaccio del Corvo", un precipizio che divide la sua cittadina con un'altra.
Al di là del crepaccio, sorpreso per l'aver saltato per più di tre metri, Brandon comincia a vagare senza meta in quella cittadina senza trovare in giro qualcuno che lo aiuti. All'improvviso s'imbatte in un misterioso ragazzo di nome Norband che lo porta con sé ad una festa di Halloween. Qui Norband e i suoi amici gli giocano orribili scherzi, come fargli mangiare una ciambella piena di vermi e mettergli la testa in un secchio di scarafaggi. Brandon, impaurito e disgustato, scappa e cerca nuovamente di affrontare il "Crepaccio del Corvo", ma arrivato sul punto di saltare si ferma pietrificato alla vista del suo cadavere sul fondo del burrone. Sopraggiunto Norband assieme agli altri ragazzi, che si rivelano essere tutti spettri, questi spiega al protagonista come stanno veramente le cose: Brandon non è mai riuscito in realtà a superare il precipizio ed è morto nel tentativo, e adesso è soltanto un fantasma. Incredulo e disperato, Brandon chiede a Norband se esiste una soluzione per far tornare tutto alla normalità e questi risponde che l'unico modo è quello di aiutare tre persone in preda alla paura entro un'ora, durante la quale potrà usufruire del suo corpo.
Brandon rientra nel suo corpo, risale il crepaccio e torna a casa del professor Benson, dove Cal sta per essere attaccato dai cani. Brandon riesce a salvarlo e scampare anche lui agli animali. Poco dopo libera anche Vinnie, che era stato imprigionato in una casa fantasma davanti alla quale era stato lasciato in precedenza dallo stesso Brandon e Cal. Grazie alla luce di una torcia elettrica, Brandon riesce infatti a neutralizzare la casa fantasma e il suo "cucciolo", il macabro fantasma di un uomo. Poco prima dello scadere del tempo, il ragazzo s'imbatte in Maya e le sue amichette, che sono state aggredite da un gruppo di teppisti. Brandon interviene, ma i bulli lo obbligano a salire su un albero. Proprio in quel momento l'ora scade e il ragazzo si ritrova nuovamente sotto forma di spettro, facendo fuggire sia i teppisti terrorizzati che Maya e le sue amichette alla vista del suo corpo inerte ed esanime sull'albero.
Brandon torna allora dall'altra parte del "Crepaccio del Corvo" per riottenere definitivamente il suo corpo, in quanto è riuscito a salvare le tre persone richieste. I fantasmi gli rivelano però che era tutto uno scherzo di Halloween, Brandon in realtà non ha mai avuto modo di riavere il suo corpo. Inoltre, Norband è un fantasma che si era travestito da lui, poiché il nome Norband è l'anagramma di "Brandon". Destinato a rimanere un fantasma, Brandon propone agli altri di tornare dall'altro lato del crepaccio per spaventare qualcuno.

## Personaggi
- Brandon Plush: protagonista della storia. Adora spaventare gli altri.
- Norband: uno spettro malvagio che prende le sembianze di Brandon (Norband è l'anagramma del suo nome) giocandogli uno scherzo terribile.
- Cal: il migliore amico di Brandon.
- Vinnie: il cugino fifone di Brandon.
- Maya Plush: la sorellina di Brandon.
- Prof. Benson: un grosso e imponente professore della scuola di Brandon, soprannominato "la Montagna" per la sua enorme mole.

## Edizioni
- R. L. Stine, L'ultimo Halloween, traduzione di Cristina Scalabrini, collana Piccoli brividi, Arnoldo Mondadori Editore, 2000,  p. 143, ISBN 88-04-47963-9.